# بروكس ستيفنز
بروكس ستيفنز (بالإنجليزية: Brooks Stevens)‏ هو مصمم صناعي أمريكي، ولد في 7 يونيو 1911 في ميلواكي في الولايات المتحدة، وتوفي بنفس المكان في 4 يناير 1995.